# Stark Industries
Stark Industries (Старк Индастриз), также известная как Stark International, Stark Innovations, Stark/Fujikawa, Stark Enterprises и Stark Resilient — вымышленная многомиллиардная корпорация, владельцем и руководителем которой является бизнесмен Энтони «Тони» Эдвард Старк, также известный как супергерой Железный человек.

## Описание
Компания появляется в историях, опубликованных издательством Marvel Comics, и существует в общей вселенной компании, известной как Вселенная Marvel. Старк Индастриз впервые появилась в Tales of Suspense #40; она была основана Говардом Старком, отцом Тони. По данным Forbes, в списке 25 крупнейших вымышленных компаний её бюджет оценивается в 20,3 миллиарда долларов. В киноверсии Железного человека Stark Industries имеет логотип, похожий на Lockheed Martin, и котируется на Нью-Йоркской фондовой бирже, как SIA. Во время сцены пресс-конференции Тони входит в здание, которое напоминает вход на объект Skunk works корпорации Lockheed Martin. В фильме «Мстители» центром компании является комплекс построек в Нью-Йорке, главный офис и ключевой объект — небоскрёб Башня Старка.

## Критика и отзывы
В 2007 году журнал «Forbes» поставил компанию Stark Industries на 16 место в списке богатейших вымышленных компаний, оценив её годовую выручку в 20,3 миллиарда долларов.